# Belchamp Walter
Belchamp Walter är en by och en civil parish i Braintree i Essex i England. Orten har 198 invånare (2001). Den har en kyrka.